# Mizuki Nakamura
Mizuki Nakamura (jap. 中村 水月, Nakamura Mizuki; * 22. März 1996) ist eine japanische Sprinterin.

## Sportliche Laufbahn
Erstmals trat Mizuki Nakamura bei den Jugendweltmeisterschaften 2013 in Donezk international in Erscheinung. Dort schied sie über 100 Meter in der ersten Runde aus und gewann mit der japanischen Sprintstaffel (1000 Meter) die Bronzemedaille. Beim Leichtathletik-Continentalcup 2014 in Marrakesch wurde sie mit dem asiatisch-pazifischen Team Dritte in der 4-mal-100-Meter-Staffel.
Nakamura studiert (2015) an der Seikei-Universität Ōsaka. Bei den Weltstudentenspielen in Taipeh 2017 gewann sie mit der japanischen Sprintmannschaft die Bronzemedaille. Zudem schied sie über 200 Meter im Vorlauf aus. Bei den Asienmeisterschaften in Bhubaneswar wurde sie im Finale über 100 Meter disqualifiziert und erreichte mit der japanischen 4-mal-100-Meter-Staffel den sechsten Platz.

## Persönliche Bestleistungen
- 100 Meter: 11,68 s (+0,2 m/s), 24. Juni 2017 in Osaka
- 200 Meter: 23,76 s (−0,2 m/s), 25. Juni 2017 in Osaka